# Jan Marini
Jan Marini Alano es una actriz y cantante filipina que comenzó su carrera en el mundo del espectáculo en Ang TV, un programa televisivo orientado a los adolescentes transmitido por la cadena ABS-CBN, siendo un espectáculo de variedades a principios de la década de los años 1990. Como una de las cantantes residentes en esta serie, Jan demostró su talento en la televisión, ya que fue como una de las artistas e intérpretes invitadas en varios programas de su país. Ella lanzó su álbum debut homónimo en 1995 titulado "Love Song" o "Canción de Amor", en la que fue destacada por su voz conmovedora. Ella se incluyó en el elenco original del evento musical llamado "Mula sa Puso". Su aparición en la serie allanó el camino para participar en diferentes y numerosas especialidades de teatro en dos grandes redes. Ella también ha participado en varias películas independientes durante toda su carrera. También ha actuado en otros eventos musicales. A finales de 2010, Jan lanzó su segundo titulado "Una vez", que contiene 11 temas musicales de las dos reposiciones y originales, dos de las cuales fueron escritas por la misma Jan, incluyendo los portadores individuales como "Paredes Blancas".

## Discografía
| Año  | Álbum                         | Canciones |
| ---- | ----------------------------- | --- |
|      | Ang TV: The Album             | * Ang TV Theme (ATV cast) * Kahiyaan Lang |
|      | Ang TV: The Christmas Album'" | * Silent Night (ATV cast) * Ang Aking Pamasko (ATV cast) |
| 1995 | Jan Marini                    | * Sa Unang Tingin * Love Song * Because I Understand * Pakiusap * Now I Know Why * Ngayong Kapiling Ka * Kung Tunay Pa * Give It Time * If * New Life In Him                          |
| 2010 | Once                          | * The Same Love * Once * Maari Ba * White Walls * Just When I Needed You Most * Paano Na * The Hardest Thing * Do You Love Me * Pagdating Ng Bukas * So Done * Will You Still Love Me |

## Televisión[2]
| Año  | Título                                            | Caracteres/personaje                                   | Canal       |
| ---- | ------------------------------------------------- | ------------------------------------------------------ | ----------- |
| 1992 | Ang TV                                            | Herself (In-house singer)                              | ABS-CBN     |
| 1994 | Ready, Get Set, Go                                | Herself (Guest)                                        | ABS-CBN     |
| 1992 | Mr. Kupido                                        | "I'll Be There"                                        | ABS-CBN     |
| 1992 | Sa Linggo nAPO Sila                               | Herself (Ang TV Most Wanted)                           | ABS-CBN     |
| 1995 | 'Sang Linggo nAPO Sila                            | Herself (Trespassers with Ericka Fife & Luigi Alvarez) | ABS-CBN     |
| 1995 | Maalaala Mo Kaya                                  | *"Bola";"Lupa"                                         | ABS-CBN     |
| 1995 | Star Drama Presents                               | *Appeared in several episodes                          | ABS-CBN     |
| 1996 | Flames                                            | *Appeared in several episodes                          | ABS-CBN     |
| 1996 | Viva Spotlight                                    | *Appeared in few episodes                              | GMA Network |
| 1996 | Calvento Files                                    | *Appeared in few episodes                              | ABS-CBN     |
| 1997 | Mula Sa Puso                                      | Mariel                                                 | ABS-CBN     |
| 2001 | Kahit Kailan                                      |                                                        | GMA Network |
| 2004 | Leya, Ang Pinakamagandang Babae Sa Ilalim Ng Lupa | Delia                                                  | GMA Network |
| 2004 | Magpakailanman                                    | *Appeared in few episodes                              | GMA Network |
| 2004 | Te Amo, Maging Sino Ka Man                        |                                                        | GMA Network |
| 2007 | Impostora                                         | Gemma                                                  | GMA Network |
| 2009 | May Bukas Pa                                      | Fely Aragon                                            | ABS-CBN     |
| 2009 | Paano Ba Ang Mangarap?                            |                                                        | GMA Network |
| 2010 | Beauty Queen                                      |                                                        | GMA Network |
| 2010 | Pilyang Kerubin                                   | Marissa                                                | GMA Network |
| 2010 | Bantatay                                          | Charlene                                               | GMA Network |
| 2011 | Mara Clara                                        | Virginia/Barang                                        | ABS-CBN     |
| 2011 | Magic Palayok                                     |                                                        | GMA Network |
| 2011 | Kung Aagawin Mo Ang Langit                        | Sonia Tercero                                          | GMA Network |
| 2011 | Spooky Nights Presents: Sumpa                     |                                                        | GMA Network |
| 2022 | Abot-Kamay na Pangarap                            | Denoy                                                  | GMA Network |

## Películas[2]
| Año  | Título                    | Caracteres/Personaje |
| ---- | ------------------------- | -------------------- |
| 1995 | Sana Maulit Muli          | Melissa              |
| 1997 | Flames: the Movie         | Aida                 |
| 1998 | Dahil Mahal Na Mahal Kita | Jam                  |
| 1999 | Mula sa Puso: the Movie   | Mariel               |
| 2005 | Bilog                     | Karina               |
| 2008 | Ate                       |                      |